# Superfície d’erosió
Una superfície d'erosió (geologia, geomorfologia) és una superfície relativament plana on l'erosió ha tallat o llevat una capa de terra resistent.

## Formació
Les superfícies d'erosió, conceptualment, suposen elevacions tectòniques preexistents del terreny que s'han produït intermitent entre períodes d'estabilitat. Això valdria també per a les superfícies esglaonades o els peneplans dins d'una lògica davisiana.
Es produeix l’arrasament del relleu i l'erosió de les roques del subsòl en una àrea planera. Seguidament es produeix la pèrdua dels materials per l'atac de la meteorització i el transport continuat durant períodes llargs.
Existeixen grans planes erosionals marines originades al Plioplistocè, veritables rases que han estat eixamplades per la glacificació o la pedimentació. Els esglaonaments de les de superfícies, ja siguin producte de l'erosió o de l'al·luvionament (en milions o desenes de milions d'anys), també mostren els diferents episodis morfoclimàtics que hi ha hagut en el passat.

## Terminologia
Estudiosos del tema han designat la superfície d'erosió o d'aplanament amb diferents paraules com ara Peneplain (Davis) Pediplain (LC King), Panplain (Crickmay), Etchplain (Wayland 1934, Thomas), Panfan (AC Lawson) i superfície denudada (Budel 1957). A més, hi ha algunes superfícies d'erosió menors com les platges laterals de vall (terrasses), els bancals fluvials i els bancs marins de plataforma.